# NGC 6537
NGC 6537 är en planetarisk nebulosa i stjärnbilden Skytten.
Dess avstånd har uppskattats vara 1 900 ljusår och, mer sannolikt, 3 000–8 000 ljusår.
Den centrala vita dvärgen, resten av den ursprungliga stjärnan, producerar en kraftig och het (≈10 000 K) vind med en hastighet på 300 kilometer per sekund, som har genererat 100 miljarder kilometer höga vågor. Det är dessa vindar som ger nebulosan dess unika spindelaktiga form och bidrar till utvidgningen av nebulosan.
Stjärnan i centret av nebulosan omringas av ett dammoln som gör det svårt att bestämma dess exakta egenskaper. Dess yttemperatur är sannolikt 150 000–250 000 K även om en temperatur på 340 000 K eller även 500 000 K inte är omöjlig.
Nebulosan upptäcktes den 15 juli 1882 av Edward Charles Pickering.

### Fotnoter
1. ↑  ”Bizarre Alignment of Planetary Nebulae”. ESO Press Release. http://www.eso.org/public/news/eso1338/. Läst 6 september 2013.
2. ↑  ”Astronomy Picture of the Day”. 29 oktober 2012. http://apod.nasa.gov/apod/ap121029.html. Läst 9 juli 2014.
3. 1 2  ”Red Spider Nebula (NGC 6537)”. Encyclopedia of Science, The Worlds of David Darling. http://www.daviddarling.info/encyclopedia/R/Red_Spider_Nebula.html. Läst 16 juli 2014.
4. ↑  ”The Red Spider Nebula: Surfing in Sagittarius - not for the faint-hearted!”. ESA/Hubble. 24 juli 2001. Arkiverad från originalet den 31 augusti 2009. https://web.archive.org/web/20090831103337/http://www.spacetelescope.org/images/html/heic0109a.html. Läst 16 juli 2014.